# Dălghiu, Brașov
Dălghiu este un sat în comuna Vama Buzăului din județul Brașov, Transilvania, România.